# Gustave Schlumberger
Gustave Schlumberger (17. října 1844 Guebwiller – 9. května 1929 Paříž) byl francouzský historik a numismatik.

## Životopis
Jako vítěz stipendia studoval Schlumberger medicínu v Paříži, během prusko-francouzské války (1870–1871) působil jako zdravotník. Po dokončení studia se nestal lékařem, ale věnoval se historickému a numismatického studiu. Cestoval do Říma a na Blízký východ, též do Německa. Jeho výzkum byl zaměřen na křižácké výpravy a Byzantskou říši. V roce 1884 se stal členem Académie des Inscriptions et Belles-Lettres jako nástupce archeologa Alberta Dumonta a byl členem Société des Antiquaires de France. Od roku 1878 byl také rytířem Řádu Čestné legie. V roce 1906 se stal členem-korespondentem Bavorské akademie věd.

## Dílo
- 1878–1882: Numismatique de l'Orient Latin
- 1884: Les îles des Princes
- 1890: Un empereur byzantina au dixième siècle: Nicéphore Phocas
- 1896–1905: L'epopea byzantine à la fin du dixième siècle
- 1898: Renaud de Châtillon, prince d'Antiochie, seigneur de la terre d'Outre-Jourdain
- 1906: Campagnes du roi Amaury Ier de Jérusalem en Egypta, au XIIe siècle
- 1914: Prise de Saint-Jean-d'Acre, en l'an 1291
- 1922–1923: Récits De Byzance Et Des Croisades
- 1927: Byzance et les croisades
- 1934: Mes Souvenirs 1844–1928
- 1962: Lettres De Deux Amis